# Coleophora albicans
Coleophora albicans é uma espécie de mariposa do gênero Coleophora pertencente à família Coleophoridae.